# Nokomis (Canada)
Nokomis is een plaats (town) in de Canadese provincie Saskatchewan en telt 436 inwoners (2001).